# ライオンフィーバー
『ライオンフィーバー』 (LION FEVER) は2002年3月より稼働を開始した、コナミのメダルゲームである。フィーバーシリーズ第3弾。

## 概要
筐体1台につき5ステーション・最大6人まで同時にプレー可能な、中型のマスプッシャーゲームである。1つのステーションだけ投入口が2つあるが、それ以外は1つである。過去のフィーバーシリーズと同様、2台1セットで販売され、基本的に2台連結して稼動されている（10ステーション・最大12人同時プレー）。
ライオンをモチーフにした、子供をターゲットにしたメダルゲーム（キッズメダル）である。
筐体中央のライオンの口からメダル皿にメダルが貯蓄され、スロットに当選したステーションにまとめて払いだされるのが特徴。
前作・サイクロンフィーバーのタワーボーナスが継承されている。プッシャーフィールドに敷き詰められたメダルの中からメダルタワーが現れ、枚数も最大約40枚超とパワーアップした。スロットは前々作であるミリオンフィーバーに近いが、16セグメントディスプレイを採用し、よりバリエーションに富んだ表示になった。

## 遊び方
メダルを1枚入れるごとに、ランプが1つ点灯する。ランプは7つあり、全て点灯させるとスロットがスタートする。最大9回転まで保留可能。
スロットは、1 - 9までの数字と、「*」（花柄。16セグのうち角の4セグが消灯しているもの）がある。「7」以外の数字を揃えるとボーナス獲得となる。中央のメダル皿のメダルがフィールドに一気に払い出される。この時、奇数数字が揃うと、メダル投入ランプが2つ点滅し、メダルを5回入れるだけでスロットが回転するようになる。次の当選まで有効。また、スロットでリーチに外れると、メダル皿にメダルが追加される。
「7」が揃った場合はジャックポットとなり、スロットが再回転、示された3桁の数字の枚数分だけメダル皿にメダルが追加され、フィールドに払いだされる。
「*」が揃うと、タワーボーナスランプが1つ点灯する。7つのランプを全て点灯させると、タワーボーナスが発生、メダルの中からメダルタワーが現れる。フィールドの中心にメダルタワーを生成するための穴が開いており、この穴に入ったメダルがタワーになる仕組み。

## フィーバーシリーズ
- ミリオンフィーバー - 第1弾。1995年稼動。
- サイクロンフィーバー - 第2弾。2000年稼動。
- ファンタジックフィーバー - 第4弾。2003年稼働。
- スピンフィーバー - 第5弾。2007年秋稼動。
- マーブルフィーバー - 第6弾。2017年稼働。